# Акула блакитна
Акула блакитна (Prionace glauca) — єдиний вид акул монотипового роду Блакитна акула (Prionace), родини сірі акули (Carcharhinidae). Інші назви «синя акула», «мокой».

## Опис
Загальна довжина цієї акули досягає 3,8 м, з вагою близько 200 кг. Голова подовжена. Морда вузька. Очі помірно великі, округлі, наділені мигальною перетинкою. Є 5 пар недовгих зябрових щілин. У ніздрів є невелика канавка і носові клапани — маленькі шкірні складки. Зуби верхньої щелепи майже трикутні, із звуженою верхівкою та пилковими краями. На нижній щелепі — зуби шилоподібні, трохи увігнуті всередину пащі. Тіло тонке, струнке. Грудні плавці довгі та вузькі, серпоподібної форми. Перший спинний плавець починається у каудального краю грудних плавців. Гребінь між спинними плавцями відсутній. Перший плавець більший, ніж другий. У основі хвоста є невеликі нарости. Хвостове стебло довге, стиснуте з боків, без кіля, з поперечною виїмкою перед хвостовим плавцем. Верхня лопать хвостового плавця набагато більша за нижню, з виїмкою на кінчику, що утворює «вимпел-прапорець».
Спина має синій з відтінками сірого колір, який може варіювати від темного, майже чорного, до блакитного (звідси походить назва цієї акули). З боків тулуба забарвлення поступово переходить у світле, майже біле на череві.

## Спосіб життя
Належить до океанічних, хоча й трапляється іноді біля берегів. Найчастіше мешкає в водах з температурою 10-15 °C і тому в прогрітих водах тропіків тримається не біля поверхні, а на деякій глибині — до 300 м. Ця порівняно малорухлива акула абсолютно змінюється при вигляді їжі. Живиться рибою (тунець, скумбрія, оселедцеві) і головоногими молюсками, переважно кальмарами. Також будь-якою іншою здобиччю, яку може відшукати. Іноді акула протягом тривалого часу супроводжує судна, що повільно пливуть, поїдаючи корабельні відходи.
Це живородна риба. Статева зрілість настає у 4—6 років. Кількість ембріонів може дуже варіювати — від 4 до 135 особин. Вагітність триває від 9 до 12 місяців. Довжина акуленят при народженні становить близько 30 см. Райони розмноження цієї акули перебувають за межами тропічної зони (зокрема, на південний захід від Великої Британії). В Адріатичному морі між Пунта-дела-Маестра та Ріміні є одна з найбільших областей розмноження цих акул. Тут дуже часто можна зустріти велику кількість вагітних самиць і невеликих акуленят, які живляться молодими рибами.

## Розповсюдження
Акула блакитна є океанічним та епіпелагічним видом, який зустрічається скрізь в помірних та тропічних водах від поверхні до глибини 350 метрів. У помірних морях сині акули наближаються до берега, де їх можуть спостерігати дайвери, в той час як в тропічних водах вони віддають перевагу великій глибині. Ареал синіх акул поширюється від Норвегії на півночі до Чилі на півдні. Сині акули трапляються біля берегів всіх континентів, крім Антарктиди. Найбільша концентрація цього виду в Тихому океані спостерігається між 20° і 50° північної широти, але чисельність схильна до сильних сезонних коливань. У тропіках ці акули рівномірно розподіляються між 20° пн. ш. та 20° пд. ш. Вони віддають перевагу температурному діапазону 7 — 16° C, але витримують температуру 21° C і вище. Є дані про регулярні міграції у водах Атлантики, що відбуваються за годинниковою стрілкою в межах течій.

## Акула й людина
Вважається небезпечною, але достовірних випадків її нападу на людину майже немає. Під час оброблення китів, убитих в районі проживання цього виду, акули нерідко наближаються і жадібно пожирають їстівні шматки.
Блакитні акули мають невелике промислове значення і в деяких країнах, зокрема в Японії, вживаються в їжу. Багато гине у рибальських сітях. Водночас це найпоширеніший у світі вид акул, що добуваються рибалками-спортсменами. М'ясо цієї акули вважається одним з найцінніших в гастрономічному відношенні серед інших видів акул. Воно майже позбавлене аміачного запаху, ніжне і може використовуватися в їжу в свіжому, сушеному, копченому вигляді.